# Славгарад
Славгарад или Мстислав (блр. Слаўгарад; рус. Славгород) је град у источном делу Могиљовске области у Републици Белорусији. Административни је центар Славгарадског рејона.
Град је до 1945. носио назив Пропојск (рус. Пропойск). 

## Географија
Славгарад је смештен на ушћу реке Проње у реку Сож на 76 км југоисточно од административног центра рејона града Могиљова и на око 56 км југозападно од града Кричава.

## Историја
Први подаци о насељеном месту на подручју данашњег Славгарада датирају из 1136. и односе се на малено насеље у Смоленском књажевству (под именом Прупој, Прапошек, Прупошеск). Насеље почетком XIV века постаје саставни део Литванске Кнежевине, а од 1772. део је Руске Империје. 
Године 1897. насеље је било део Бихавског округа Могиљовске губерније и у њему је живело 4.531 становника у 618 домаћинстава.
Административни сатус варошице добија 1938, а од 23. маја 1945. постаје службени град. Са статусом града мења и назив из Пропојска у Славгарад („Славни град“) у част партизанских јединица које су ослободиле град у Другом светском рату.
Према појединим изворима ново име граду дао је лично совјетски лидер Стаљин који је сматрао да град који се херојски одупирао немачким окупаторима заслужује и херојско име.

## Становништво
Према подацима пописа из 2009. у граду је живело 8.026 становника.